# Chinnakkampalayam
Chinnakkampalayam é uma panchayat (vila) no distrito de Erode , no estado indiano de Tamil Nadu.

## Demografia
Segundo o censo de 2001,  Chinnakkampalayam  tinha uma população de 10,837 habitantes. Os indivíduos do sexo masculino constituem 51% da população e os do sexo feminino 49%. Chinnakkampalayam tem uma taxa de literacia de 52%, inferior à média nacional de 59.5%; with male literacy of 60% and female literacy of 44%. 9% da população está abaixo dos 6 anos de idade.